# 메트리아칸토사우루스과
메트리아칸토사우루스과는 신랍토르와 그의 근연종들이 속한 분류군이다. 1988년에 Paul이 만들었다.

### 분류
- 수안하노사우루스 ('Xuanhanosaurus')
- 양추아노사우루스('Yangchuanosaurus')
- 메트리아칸토사우루스아과(Metriacanthosaurinae)
  - 메트리아칸토사우루스('Metriacanthosaurus')
  - 신랍토르('Sinraptor')
  - 시다이사우루스('Shidaisaurus')
  - 시아모티란누스('Siamotyrannus')